# Karda Beáta
Karda Beáta (Győr, 1950. szeptember 4.) magyar énekesnő.

## Élete
Zenészcsaládba született: édesapja Karda Tibor zongorista, aki a Fészek Klub igazi fénykorában hosszú éveken át a hely meghatározó egyénisége volt.
Zenei tanulmányait a Magyar Rádió Könnyűzenei Stúdiójában végezte. A zongora és a hangképzés mellett a dzsesszbalettet és a modern akrobatikát is kitanulta, ezzel fejlesztve színpadi mozgáskultúráját. 1967-ben kezdte el énekesi pályáját, amikor indult a Táncdalfesztiválon, ahol mint gimnazista elénekelte a Csuda jó fej című dalt.
Az 1970-es évek elején Szigeti Edit, a Generál együttes gitáros-zeneszerzője, valamint Papp Imre, a Gemini együttes frontembere és énekes-zeneszerzője segítették pályafutásában. A népszerű Piramis zeneszerzői, Gallai Péter, Révész Sándor, Som Lajos is sokban támogatták, a szövegírók közül pedig Bradányi Iván és Nagy István. Méhes Györgynek köszönheti magyar és külföldi fesztiváldíjait. Som Lajossal 1977 óta házasságban élt, 1987. november 25-én váltak el. Lányuk, Nikolett az 1981-es Tánc- és popdalfesztivállal egy időben született, emiatt az énekesnő nem tudott a műsorban fellépni, helyette Pál Györgyi és Baracsi István duója versengett.
1973–74-ben külföldön Beata and the Piramis néven az NSZK-ban és Svájcban vendégszerepelt. 1978-tól 1988-ig volt visszatérő meghívott előadó a berlini Friedrichstadt-Palast-ban, ahol nagy sikerrel adta elő a legismertebb német szövegírók és zeneszerzők számait, illetve készítette el világslágerek német változatát is.
Pályája alatt számos kislemezt jelentetett meg, ezek közül szívéhez legközelebb a Szigeti Ferenc által jegyzett Hogyha bekopog egy délután a Könyörgés a kedvesemért című, Méhes György által írt dallal megjelent kislemeze, 1994-ben. Ugyanabban az évben mutattak be róla egy 30 perces pályamunkát. 1995-ben jelent meg Boldog karácsonyt a világnak című lemeze, amely jelentős példányszámban külföldre is eljutott.
Az igazi meglepetést 2002-ben okozta; stílust váltott és a ma divatos zenében próbálta ki magát. Új fazonnal, új stílussal jelent meg, a NOX és a Romantic együttes fiatal zeneszerzőpárosa komponálta B52: Újjászületés című lemezét.
2004 óta Budapesten több helyen működik Karda Beáta Énekstúdió, ahol a hangképzés és a megfelelő színpadi mozgás mellett a különböző zenei műfajok előadásmódjára is nagy hangsúlyt fektetnek az oktatók. Az újonnan felfedezett tehetségeknek az énekesnő fellépési lehetőséget is biztosít, s a későbbiekben is figyelemmel kíséri zenei életüket.
Varannai Istvánnal és gyermekekkel (Verebélyi Vivien, Martina Dzsenifer és Gál Tamás) közösen megjelentetett, Öleld a szívedhez a világot című albumán két új dalt énekelt. Műsoraiban hallható a Mi az, ami kell nekünk és az Így élek én című dal is (zeneszerzője ugyanaz, aki a Gondolsz-e majd rám-é).

## Elismerések
- 1970–1979: 9 különböző nemzetközi dalfesztiválon nyert díjat (Közönségdíj, Alexandria; OIRT Fesztivál Grand-Prix díj stb.)
- Magyar Köztársaság Elnöki Ezüstérem (2000)
- Zámbó Jimmy-díj (2013)
- Magyar Jótékonysági Díj (2013)[2]
- Emberi Hang díj (2022)
- Magyar Esélyegyenlőségi Díj (2023)

## Diszkográfia

### Nagylemezek
- 1981 Figyelem, itt vagyok
- 1991 Mi ketten
- 1995 Bea Mix
- 1996 Boldog karácsonyt a világnak
- 2002 Újjászületés
- 2021 50 év pályafutásának zenei válogatása

### Kislemezek
- 1967 Csuda jó fej (Táncdalfesztivál)
- 1968 Lakatot a szádra (Táncdalfesztivál)
- 1969 Mindig tanul az ember (Táncdalfesztivál)
- 1970 Vasárnap este
- 1970 Vándorcirkuszos szeretnék lenni (Tessék választani!)
- 1971 Ahogy egy szikrától lángragyúl; A virágnak kell a napfény
- 1971 Nem bolondság (Táncdalfesztivál)
- 1972 Meddig tart egy szerelem (Made in Hungary)
- 1972 Milyenkor kell csendben maradni; Jó napot, ismerősök
- 1972 Jöjj, és fogd meg a kezem (Táncdalfesztivál)
- 1973 Csillagvirágok (Made in Hungary)
- 1975 Messze az otthontól (Tessék választani!)
- 1975 Hogyha bekopog
- 1977 Bolond mesék (Metronóm ’77)
- 1978 Fényt adj nekem; Repülj még
- 1978 Vén rádió (Tessék választani!)
- 1978 Állj fel és mozdulj (Belépés nemcsak tornacipőben)
- 1978 Rocky Lady (Made in Hungary)
- 1980 Miért nem éreztem meg (Tessék választani!)
- 1981 Szép álom (Táncdalfesztivál)
- 1994 Könyörgés a kedvesemért (Táncdalfesztivál); Se veled, se nélküled; A szerelem a legszebb; Mondd, mire vársz

### Válogatásalbumokon közreműködőként
- 1979 Hívjál (Tessék választani!)
- 1982 Az idő pályaudvarán (Tessék választani!)

### Kiadatlan dalok
- 1976: Elhervadt a rózsaszál[3]
- 1976 Szerelemről szóljon az ének
- 1976 Ringató (Made in Hungary)
- 1976 Szerelemre születtem (Tessék választani!)
- 1976 Élek nélküled
- 1976 Szerelemről szóljon az ének
- 1977 Hitegetés (Tessék választani!)
- 1977 Különgép
- 1978 Ritmus kell nekem
- 1978 Ne küldj el (Csuka Mónika)[4]
- 1979 Álmot küld a nyár
- 1979 Mindenki el akar jutni valahová
- 1979 Talán ő
- 1980 Nem hívsz
- 1980 A szerelem már nem lakik nálunk
- 1980 Tudsz kacsázni, Dániel?
- 1982 Várj (Made in Hungary)

## Filmjei
- Dumapárbaj (2015)